# Edmond Humblot
Félix-Eugène-Edmond Humblot, dit Edmond Humblot (Auberive, 16 avril 1830 - Paris 6e, 12 janvier 1899) est un ingénieur des ponts et chaussées et homme politique français du Second Empire.

## Biographie
Il est né le 16 avril 1830 à Auberive dans la  Haute-Marne. Son père Félix Humblot meurt quelques jours après sa naissance à l'âge de 27 ans. Il a par la suite comme beau-père Edmond Huet, un ingénieur des ponts et chaussées. Polytechnicien (promotion X1850), du corps des Ponts et Chaussées.
Il fut chargé de la finalisation des travaux du département de la Vendée de 1850 à 1859, il co-rédigea des plans pour le redressement des rivières de ce département et dirigea la finalisation de la construction de l'église Saint-Louis de La Roche-sur-Yon, faute de crédits. Il construit les réservoirs du canal de Bourgogne en 1850, il est le concepteur des routes départementales de Brive-la-Gaillarde en Corrèze en 1854, il restaure les ponts de la ville Tonnerre en 1856 et dirigea les travaux du chemin de fer de Paris a Orléans de 1859 à 1860.
Il est également le concepteur et ingénieur de plusieurs projets d'aqueduc et de ponts en France, comme l'Aqueducs de la Vanne et du Loing (1867-1874), du pont-aqueduc de Pont-sur-Yonne (1870-1873), du pont levant de la rue de Crimée au 19e arrondissement de Paris (1881-1885) et de l'aqueduc de l'Avre (1890-1893).
Parmi ses plus grand travaux, on peut citer qu'il est le concepteur des grands réservoirs d'approvisionnement et du patrimoine hydraulique de Paris, des usines élévatoires et des conduites souterraines distribuant l'eau de Paris ainsi que de la dérivation des sources de l'Avre.
Il est conseiller municipal de la commune de Paris de 1867 à 1871 sous la mandature de Étienne Arago et membre du conseil de Paris du 4 septembre 1870 au 5 juin 1871. Il est nommé au poste de ministre de l'Agriculture, du Commerce et des Travaux publics dans le 3e gouvernement Napoléon III du 17 décembre 1868 au 17 juillet 1869 et obtient par la suite le portefeuille de ministre du Commerce et de l'agriculture du 16 juin 1869 au 17 juillet 1869, il est contraint de démissionner du gouvernement après l'échec des législatives selon la règle ou il n'obtient pas de siège de député. Il redevient ingénieur civil après sa brève carrière politique de deux mois. Il devint ensuite ingénieur en chef, directeur général des services des Eaux de Paris puis inspecteur général des ponts et chaussées en mission extraordinaire.
Il est également l'auteur de plusieurs ouvrages dont l’Atlas municipal des eaux de la ville de Paris dressé, Égouts de Paris à la fin de 1885, Étude sur les moyens d'améliorer le service des eaux de Chartres.

### Vie privée
Il se marie le 20 mai 1856 à Paris 2e avec Marie-Adèle Mirio, originaire de Paris, fille du négociant en matériaux ferreux Léon Mirio. Ils eurent trois fils et une fille, tous nés à Sens (Yonne) où il exerçait comme ingénieur : Paul Humblot (1860-1922) représentant de commerce, Maurice Humblot (1863) commissaire des armées, Joseph Humblot (1869), chef de service, attaché principal à la Préfecture de la Seine et Marie Marcelle "Jeanne" Humblot (1862-1907), poétesse, auteur dramatique, chroniqueuse littéraire sous le pseudonyme de Jean Griselin (https://data.bnf.fr/fr/10311500/jean_griselin/).
Il est domicilié lorsqu'il était ministre au 14, rue du Cherche-Midi, puis à la fin de sa vie au 1, Place de l'Alma à Paris 16e. Il meurt le 12 janvier 1899 à son domicile de Paris 6e.

## Distinctions
Il est promu officier de la Légion d'honneur remise le 12 octobre 1893.
Chevalier de la Légion d'honneur remise le 11 août 1869 (matricule : 47.636)
La rue Humblot située dans le 15e arrondissement de Paris se nomme en son hommage depuis le 2 août 1899.